# Tomandandy
Tomandandy est un groupe américain de musique électronique créé en 1989. Le groupe est constitué du Texan Andy Milburn et du Canadien Thomas Hajdu.
Le groupe a signé entre autres les bandes originales de La Prophétie des ombres, de Mean Creek et de La colline a des yeux, ainsi que certaines pistes des films de Roger Avary Killing Zoe et Les Lois de l'attraction.
Ils ont également récemment composé la bande originale de Resident Evil: Afterlife ainsi que celle de Resident Evil: Retribution.
Il en résulte une importante discographie, essentiellement due aux bandes originales.

## Filmographie

### Cinéma

#### Longs métrages
- 1994 : Killing Zoe de Roger Avary
- 1997 : Obsessions torrides (Going All the Way) de Mark Pellington
- 2000 : Le Fantôme de Sarah Williams (Waking the Dead) de Keith Gordon
- 2002 : La Prophétie des ombres (The Mothman Prophecies) de Mark Pellington
- 2002 : Les Lois de l'attraction (The Rules of Attraction) de Roger Avary
- 2004 : Mean Creek de Jacob Aaron Estes
- 2004 : Home of Phobia de Ryan Shiraki
- 2005 : Love, Ludlow d'Adrienne Weiss
- 2006 : Los Angeles : Alerte maximum (Right at Your Door) de Chris Gorak
- 2006 : La colline a des yeux (The Hills Have Eyes) de Alexandre Aja
- 2006 : Le Pacte du sang (The covenant) de Renny Harlin
- 2007 : 2e sous-sol (P2) de Franck Khalfoun
- 2008 : Sleep Dealer d'Alex Rivera
- 2008 : The Strangers de Bryan Bertino
- 2008 : Echo (The Echo) de Yam Laranas
- 2009 : Le Fiancé Idéal (The Good Guy) de Julio DePietro
- 2010 : Resident Evil : Afterlife de Paul W.S. Anderson
- 2010 : And Soon the Darkness de Marcos Efron
- 2011 : I Melt with You de Mark Pellington
- 2011 : The Details de Jacob Aaron Estes
- 2012 : Citadel de Ciaran Foy
- 2012 : The Apparition de Todd Lincoln
- 2012 : Resident Evil : Retribution de Paul W.S. Anderson
- 2013 : Blaze You Out de Mateo Frazier et Diego Joaquin Lopez
- 2013 : Innocence de Hilary Brougher
- 2014 : Animal de Brett Simmons
- 2014 : Girlhouse de Jon Knautz et Trevor Matthews
- 2014 : 7 minutes de Jay Martin
- 2015 : H8RZ de Derrick Borte
- 2015 : Sinister 2 de Ciarán Foy
- 2016 : Havenhurst (en) d'Andrew C. Erin
- 2016 : The Monster de Bryan Bertino
- 2017 : 47 Meters Down de Johannes Roberts
- 2017 : I Wish : Faites un vœu (Wish Upon) de John R. Leonetti
- 2019 : Le Chant du loup d'Antonin Baudry
- 2019 : The Infiltrators de Cristina Ibarra et Alex Rivera
- 2019 : The Silence de John R. Leonetti

#### Courts métrages
- 1996 : Mocking the Cosmos de Jeff Stanzler
- 2004 : The Passage of Mrs. Calabash de Scott Tuft
- 2012 : Resident Evil : Underground de Daniele Misischia

### Télévision

#### Séries télévisées
- 1990 : Buzz
- 2000 : The Beat
- 2000 : Sonic Cinema
- 2013 : Family Tools

#### Téléfilms
- 1992 : Choices de Robert Leacock
- 1995 : Shreddin' H2O
- 1995 : Mr. Stitch (Le voleur d'âmes) de Roger Avary
- 2004 : Meltdown de Jeremiah Chechik
- 2004 : Anonymous Rex de Julian Jarrold
- 2011 : Identity de Gary Fleder
- 2013 : Anatomy of Violence de Mark Pellington
- 2016 : The Wilding de Ciarán Foy

#### Documentaires
- 1994 : TV Nation (série documentaire) de Michael Moore
- 1995 : United States of Poetry (série documentaire)
- 2000 : No Maps for These Territories de Mark Neale
- 2001 : Chaos Rising: The Storm Around 'Natural Born Killers' de Charles Kiselyak
- 2003 : Faster de Mark Neale
- 2006 : The Doctor, the Tornado and the Kentucky Kid de Mark Neale
- 2011 : Fastest de Mark Neale
- 2011 : Charge de Mark Neale